# Bonafont
Bonafont (francès Bonnefond) és un municipi del sud-oest de França, al departament de la Corresa, regió de la Nova Aquitània.

## Demografia
| 1962                                       | 1968 | 1975 | 1982 | 1990 | 1999 | 2007 |
| ------------------------------------------ | ---- | ---- | ---- | ---- | ---- | ---- |
| 260                                        | 214  | 163  | 149  | 136  | 127  | 131  |
| Des de 1962: població sense dobles comptes |      |      |      |      |      |      |

## Administració
| Període   | Identitat      | Partit |
| --------- | -------------- | ------ |
| 1989-2008 | Raymond Vergne | PCF    |
| 2001-     | André Vitra    | PCF    |